# Radio Swiss Jazz

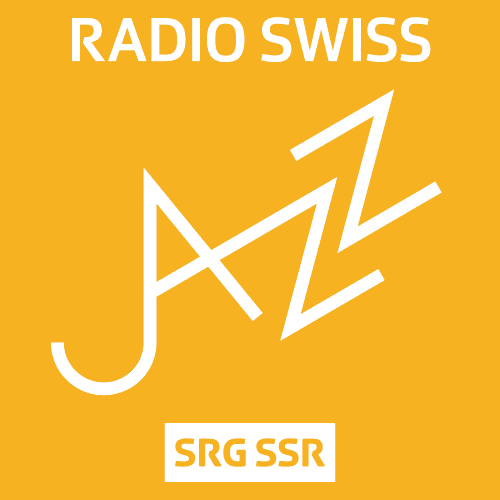
Logo rozhlasové stanice Radio Swiss Jazz

Radio Swiss Jazz je hudební rozhlasová stanice provozovaná švýcarskou veřejnoprávní společností SRG SSR.
Stanice začala vysílat 1. září 1998 v Bernu pod názvem Swiss Culture & Jazz a původně bylo součástí jejího vysílání i mluvené slovo. V roce 2001 se stanice přejmenovala na Radio Swiss Jazz a dále vysílala už jen hudbu. Žánrově stanice vysílá Jazz (přibližně 70 %), Soul a Blues.
Sesterskými stanicemi Radio Swiss Jazz jsou stanice Radio Swiss Classic a Radio Swiss Pop.